# Valea Popii, Prahova
Valea Popii este un sat în comuna Valea Călugărească din județul Prahova, Muntenia, România.
 Acest articol despre o localitate din județul Prahova este deocamdată un ciot. Puteți ajuta Wikipedia prin completarea lui.